# Lorenza Ghinelli
Lorenza Ghinelli (Cesena, 10 ottobre 1981) è una scrittrice e sceneggiatrice italiana.

## Biografia
Cresciuta a Rimini, nel 2003 ha conseguito il diploma in Tecniche della narrazione presso la Scuola Holden di Torino.
Si è poi laureata all'Università di Bologna in Scienze della formazione, con una tesi sull'autobiografia nelle relazioni d'aiuto.
Dal 2009 al 2012 ha collaborato con la Taodue come editor interna e sceneggiatrice, scrivendo diversi soggetti di puntata della prima stagione del "Tredicesimo Apostolo", andato in onda per Canale 5. Collabora con la Scuola Holden come docente.
Ha vissuto a Roma e Torino, attualmente vive a Rimini.
Nella sua ricerca artistica ha esplorato diversi linguaggi: teatro, danza, fotografia, pittura e montaggio, ma lo strumento espressivo che predilige è la scrittura.
Il suo romanzo d'esordio, Il Divoratore, diventò un caso letterario nel 2010. Oggetto di un'asta per i diritti internazionali alla Fiera del libro di Francoforte, è stato tradotto e venduto in sette Paesi ed è stato ai vertici delle classifiche per mesi. 
In Italia è stato pubblicato nel gennaio 2011 da Newton Compton Editori.
Il suo secondo romanzo La Colpa, è stato finalista al Premio Strega edizione 2012.
L'8 giugno dello stesso anno, in occasione del Premio Bancarella, le è stato conferito il premio "Cesena e le sue pagine" dalla Confesercenti di Cesena.
Ha fatto parte della redazione della rivista on-line Carmilla.
Nel 2013 ha pubblicato, sempre per Newton Compton, Sogni di sangue e Con i tuoi occhi.
Nel 2015 ha pubblicato per Rizzoli "Almeno il cane è un tipo a posto", con cui vince il Premio Minerva di Giugliano, sezione "Letteratura per ragazzi". Il romanzo esce anche in Francia per la casa editrice Thierry Magnier.
Nel 2016 vince il Premio Lucia Prioreschi.
Nel 2017 Rizzoli pubblica "Anche gli alberi bruciano".
Nel 2019 Marsilio pubblica "Tracce dal silenzio" (finalista al Premio Scerbanenco), romanzo in cui l'autrice torna alle atmosfere cupe e perturbanti delle origini. A questo romanzo segue Bunny Boy, sempre edito da Marsilio e vincitore del Premio Glauco Felici.
Nel 2022 Bompiani pubblica La stirpe e il sangue, che la scrittrice considera, ad oggi, il suo manifesto.

## Opere
- 2010 - J.A.S.T. Just Another Spy Tale, Marsilio (scritto insieme a Simone Sarasso e a Daniele Rudoni).
- 2011 - Il Divoratore, Newton Compton (ora Universale Economica Feltrinelli).
- 2012 - La colpa, Newton Compton (finalista al Premio Strega[5]).
- 2013 - Con i tuoi occhi, Newton Compton
- 2013 - Sogni di sangue, Newton Compton
- 2015 - Almeno il cane è un tipo a posto, Rizzoli (vincitore del Premio Minerva).
- 2017 - Anche gli alberi bruciano, Rizzoli ISBN 978-8817094238
- 2022 - La stirpe e il sangue, Bompiani.

### Serie "Le visioni di Nina"
- 2019 - Tracce dal silenzio, Marsilio (finalista al Premio Scerbanenco Archiviato il 24 gennaio 2021 in Internet Archive.).
- 2021 - Bunny Boy, Marsilio, (Vincitore del Premio Glauco Felici).
- 2023 - Ballata per Nina, Marsilio.

## Racconti in antologia
- 2020 Elisa sta nel mezzo, in I DIMEZZATI, edito da CTRL.
- 2019 Schierarsi, in "Cronache dalla Polvere", Mosaic Novel a cura di Jadel Andreetto, Bompiani
- 2018 “Fragile", in "La fuga", edito da Il Castoro.
- 2015 "Una vita normale", in "Il cuore nero delle donne", Guanda
- 2015 "D'amore e di rabbia", in "Nessuno ci ridurrà al silenzio" CentoAutori, a cura di Maurizio de Giovanni
- 2014 "Un diavolo per capello", in "Delitti di Capodanno", Newton Compton
- 2013 "Gentile", in "Nessuna più", Elliot
- 2013 "Un regalo per te", in "Giallo Natale", Newton Compton
- 2008 La babysitter, in Veleno, Il Foglio Letterario
- 2007 Flick e Flack, in Matrimoni, l'amore non è mai pari. Effequ

## Riconoscimenti
- 2012 – Finalista al Premio Strega[5] (con il romanzo La colpa).
- 2012 – Premio "Cesena e le sue pagine".
- 2016 – Premio Lucia Prioreschi.
- 2016 – Premio Minerva (con il romanzo Almeno il cane è un tipo a posto).
- 2020 – Finalista al Premio Scerbanenco (con il romanzo Tracce dal silenzio).
- 2022 – Premio Glauco Felici (con il romanzo Bunny Boy).

## Teatro
Larvale ha debuttato nel 2004 a Santarcangelo di Romagna, prodotto dal Teatro della Clavicola, con regia della stessa Lorenza Ghinelli.
La compagnia fiorentina Teatro a Manovella, con regia di Massimo Alì, lo ha portato in scena nel 2012. 

## Televisione
Ha collaborato come editor, soggettista e sceneggiatrice al Il tredicesimo apostolo - Il prescelto.